# Parafia św. Andrzeja Boboli w Szczecinie
Parafia pod wezwaniem Świętego Andrzeja Boboli w Szczecinie – parafia rzymskokatolicka z siedzibą w Szczecinie, należąca do dekanatu Szczecin-Śródmieście, archidiecezji szczecińsko-kamieńskiej, metropolii szczecińsko-kamieńskiej. Została erygowana w 1945 roku. Prowadzona przez jezuitów.

## Proboszczowie parafii
- 1946-1947: Antoni Wilusz SJ,
- 1947-1949: Franciszek Siemianowicz SJ,
- 1949-1950: Ignacy Dubaj SJ,
- 1950-1955: Wacław Sęk SJ,
- 1955-1955: ks. Tadeusz Sorys,
- 1955-1957: ks. Jan Czarnecki TChr.,
- 1957-1966: Wacław Sęk SJ,
- 1966-1973: Longin Szymczukiewicz SJ,
- 1973-1978: Franciszek Płatek SJ,
- 1978-1984: Mieczysław Beresiński SJ,
- 1984-1989: Czesław Kukliński SJ,
- 1989-1996: Jan Mendelak SJ,
- 1996-2003: Jerzy Kacprzyk SJ,
- 2003-2009: Leszek Pestka SJ,
- 2009-2015: Bogusław Choma SJ
- 2015-2022: ks. Grzegorz Nogal SJ
- 2022-nadal ks. Adam Sołdek SJ[2]